# Иордынка
Иорды́нка (бел. Іарды́нка) — река в Городокском районе Витебской области Белоруссии. Левый приток реки Овсянка.
Начинается в 1,7 км к северо-востоку от деревни Прибытково. Течёт через заболоченный лес. Впадает в Овсянку возле восточной окраины деревни Привальни.
Длина реки составляет 12 км. Площадь водосбора — 51 км². Средний наклон водной поверхности — 2,6 м/км.